# VII kadencja austriackiej Rady Państwa

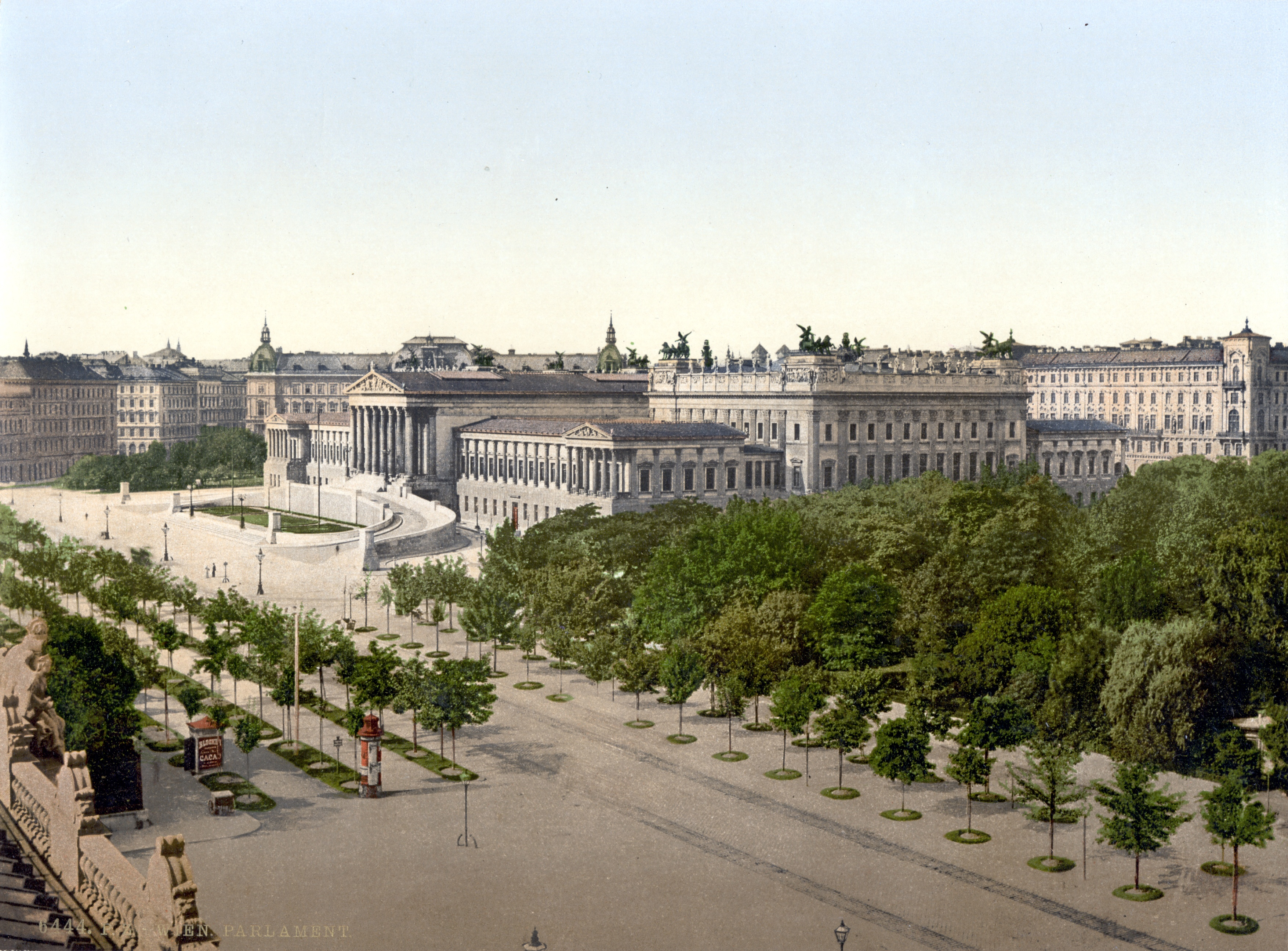

VII kadencja austriackiej Rady Państwa – siódma kadencja austriackiego parlamentu, Rady Państwa, odbywająca się w latach 1885–1891 w Wiedniu.
Odbyła się tylko jedna sesja parlamentu:
- X sesja (22 września 1885 – 23 stycznia 1891)